# شهرستان پژاسنش
شهرستان پژاسنش (به لهستانی: Powiat Przasnysz) یک شهرستان در لهستان است که در استان ماسوویان واقع شده‌است. شهرستان پژاسنش ۱٬۲۱۷٫۸۲ کیلومتر مربع مساحت و ۵۲٬۹۴۸ نفر جمعیت دارد.